# SUSE
SUSE ([ˈsuːzə]) — корпорація з Німеччини, що спеціалізується на програмному забезпеченні з відкритим кодом, зокрема на розробці операційної системи Linux і продажу продуктів і послуг, пов'язаних з цією ОС.
Заснована 1992-го року, компанія стала першою у просуванні Linux у бізнес-середовищі. Основним комерційним продуктом є SUSE Linux Enterprise; компанія також є головним спонсором розробки проекту openSUSE. 
Компанія деякий час належала Novell, потім (з 2014 року) — Micro Focus International. У липні 2018 року Micro Focus оголосила про план продажу підрозділу SuSE фірмі EQT Partners. Угоду було завершено 15 березня 2019 року. За нових власників офіційна назва фірми — SUSE Software Solutions Germany GmbH.

## Програмні продукти

Офіційна м'яка іграшка SUSE: зелений хамелеон

Починаючи з SUSE Linux Enterprise 10, випущеної у липні 2006 року, дана платформа стала основою як для серверних, так і для десктопних дистрибутивів, з майже ідентичною кодовою базою.

### Linux

#### Серверні ОС
Основний серверний дистрибутив називається SUSE Linux Enterprise Server («SLES»), і позиціюється як ОС для організацій, як для фізичних комп'ютерів, так і для хмарних застосувань.
Доступні процесорні архітектури налічують x86 і x86-64, ARM,, IBM POWER, IBM System z, і Intel Itanium (у ранніх версіях ОС). Тестові версії SUSE Linux Enterprise Server 11 і 12 доступні для закачування на сайті. Встановлення SLES підтримується для хмарних платформ Amazon Elastic Compute Cloud (EC2), Microsoft Azure, і Google Compute Engine.

##### Варіанти
- SUSE Linux Enterprise Server for SAP Applications[17] — ОС, оптимізована для роботи з продуктами SAP
- SUSE Linux Enterprise Point of Service[18] — ОС, орієнтована на роздрібну торгівлю, з акцентом на добру підтримку дотикових інтерфейсів
- SUSE Linux Enterprise High Performance Computing[19] — для високопродуктивних комп'ютерів
- SUSE Linux Enterprise High Availability Extension[20] — для відмовостійких кластерів і систем реплікації[21]

##### Спеціальні редакції
ОС SUSE Linux Enterprise Server має (чи мала у минулому) кілька спеціалізованих редакцій, створених у рамках відповідного партнерства:
- SLES for VMware[22] (анонсовано кінець підтримки)
- SLES for Amazon EC2[14]
- SLES for Microsoft Azure,[15] зі спеціально модифікованим ядром[23]
- SLES for Raspberry Pi[24] — спеціально створена версія для Raspberry Pi 3 Model B
- SUSE Linux Enterprise Real Time[25] — серверна ОС, але з оптимізованим для задач реального часу ядром

#### Десктопні ОС
- SUSE Linux Enterprise Desktop[26] — нащадок Novell Linux Desktop
- SUSE Linux Enterprise Workstation Extension[27] — десктопний додаток до SUSE Linux Enterprise Server